# Eiji Nakano
Pour les articles homonymes, voir Nakano (homonymie).
Eiji Nakano (中野 英治, Nakano Eiji), né le 5 décembre 1904 à Kure et mort le 6 septembre 1990, est un acteur et réalisateur japonais. Il a principalement tourné dans des films muets. Il est l'un des acteurs fétiches de Kenji Mizoguchi et a également tourné sous la direction de Tomu Uchida et de Minoru Murata.

## Biographie
Eiji Nakano a tourné dans près de cents films entre 1925 et 1976, la majorité dans les années 1920 et 1930.

## Filmographie sélective

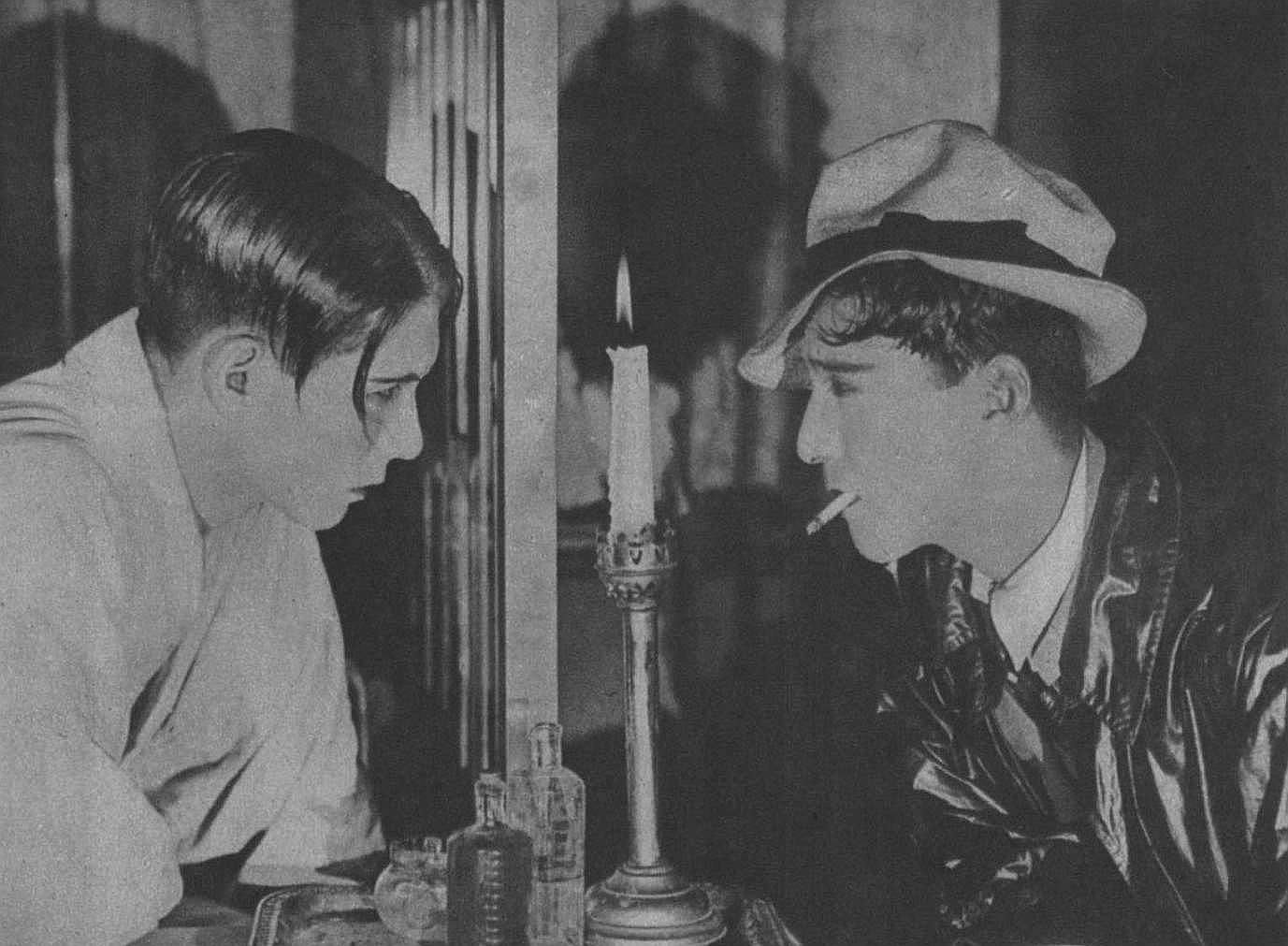
Eiji Nakano et Tokihiko Okada dans Cœur aimable (1927).

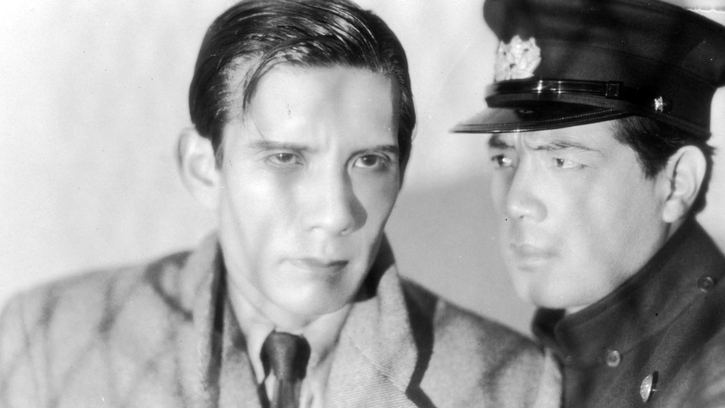
Eiji Nakano et Isamu Kosugi dans Le Policier (1933).

### Comme réalisateur
- 1932 : Tengoku tosshin (天国突進?)
- 1941 : Shōgun (将軍?)

### Comme acteur

#### Années 1920
- 1925 : La terre sourit I (大地は微笑む 第一篇, Daichi wa hohoemu daiippen?) de Kenji Mizoguchi : Murata Keiichi
- 1925 : La terre sourit II (大地は微笑む 第二篇, Daichi wa hohoemu dainippen?) de Osamu Wakayama (ja) : Murata Keiichi
- 1925 : La terre sourit III (大地は微笑む 第三篇, Daichi wa hohoemu daisanpen?) de Kensaku Suzuki (ja) : Murata Keiichi
- 1925 : Au rayon rouge du soleil couchant (赫い夕陽に照されて, Akai yūhi ni terasarete?) de Kenji Mizoguchi et Genjirō Saegusa (ja) : l'enquêteur militaire Matsuzaki Toshio
- 1925 : Ai ni kagayaku josei (愛に輝く女性?) de Frank Tokunaga (en)
- 1925 : Eikan wo motomete (栄冠を求めて?) de Ritsu Kusuyama
- 1925 : Recueil de petits films (小品映画集 パン, Shōhin eiga-shū: Pan?) de Yutaka Abe
- 1925 : L'Être humain (人間, Ningen?) de Kenji Mizoguchi : Jiro
- 1926 : Ware moshi funki seba (吾若し奮起せば?) de Seiichi Ina
- 1926 : Le Soleil I (日輪 前篇, Nichirin: Zenpen?) de Minoru Murata
- 1926 : Le Soleil II (日輪 後篇, Nichirin: Kōhen?) de Minoru Murata : Shiroki
- 1926 : L'Amour fou d'une maîtresse de chant (狂恋の女師匠, Kyōren no onna shishō?) de Kenji Mizoguchi : Shinkichi
- 1926 : Une beauté admirable (素敵な美人, Suketina bijin?) de Minoru Murata
- 1926 : Tōki kitarinaba (時来りなば?) de Ritsu Kusuyama
- 1926 : Les Nouvelles Îles japonaises (新日本島 前後篇, Shin Nippontō?) de Yutaka Abe
- 1927 : Le Fantôme vivant (生霊, Ikiryō?) de Daisuke Itō
- 1927 : Cœur aimable (慈悲心鳥, Jihi shinchō?) de Kenji Mizoguchi
- 1927 : Pluie de bombes (砲煙弾雨, Hoen danu?) de Tomu Uchida
- 1928 : Gekijō (激情?) de Yasunaga Higashibōjō (ja)
- 1928 : L'Époque sans fusil (無鉄砲時代, Muteppō jidain?) de Tomotaka Tasaka
- 1928 : Urusan oki no kaisen (蔚山沖の海戦?) de Yasunaga Higashibōjō (ja) et Shuichi Hatamoto
- 1928 : Haha izuko (母いづこ?) de Yutaka Abe
- 1928 : Ishin no kyōraku (維新の京洛?) de Tomiyasu Ikeda
- 1928 : Torrent impétueux I (激流 前篇, Gekiryū zenpen?) de Minoru Murata
- 1928 : Torrent impétueux II (激流 後篇, Gekiryū kōhen?) de Minoru Murata
- 1929 : Les Cendres (灰燼, Kaijin?) de Minoru Murata
- 1929 : Le journal Asahi brille (朝日は輝く, Asahi wa kagayaku?) de Kenji Mizoguchi et Seiichi Ina : Hayafusa
- 1929 : Nikkatsu kōshinkyoku: Sensō hen (日活行進曲 戦争篇?) de Genjirō Saegusa (ja)
- 1929 : Le Pavillon du diable I (摩天楼 争闘篇, Matenrō: Sōtō hen?) de Minoru Murata

#### Années 1930
- 1930 : Le Pavillon du diable II (摩天楼 愛慾篇, Matenrō: Aiyoku hen?) de Minoru Murata
- 1930 : Gekimetsu (撃滅?) de Ogasawara Meihō (ja)
- 1930 : Orgueil de femme (女性誉, Josei homare?) de Yutaka Abe
- 1930 : Yajū gun (野獣群?) de Keigo Kimura
- 1930 : Komori uta (子守歌?) de Shigeyoshi Suzuki
- 1931 :  Kemurerū taiyō (煙れる太陽?) de Hiroshi Innami (ja)
- 1932 : Tetsu no hanawa zenpen (鉄の花環 前篇?) de Junzō Sone (ja)
- 1932 : Taiheiyō (太平洋?) de Ryōta Kawanami (ja) et Ogasawara Meihō (ja) : Jōji Oki, marin
- 1932 : Tetsu no hanawa kōhen (鉄の花環 後篇?) de Junzō Sone (ja)
- 1932 : Manshu koshin-kyoku (満州行進曲?) de Ryōta Kawanami (ja)
- 1932 : Hototogisu (不如帰?) de Keigo Kimura
- 1932 : Tengoku tosshin (天国突進?) d'Eiji Nakano
- 1932 : L'Aube de la fondation d'un état : La Mandchourie-Mongolie (満蒙建国の黎明, Manmō kenkoku no reimei?) de Kenji Mizoguchi : Ito Shini
- 1933 : Hazama Kan'ichi (間貫一?) de Keigo Kimura
- 1933 : Quartier de la jeunesse (青春街, Seishungai?) de Minoru Murata
- 1933 : Shōwa jinsei an'nai (昭和人生案内?) de Shigeo Tanaka : Eisuke Nakae
- 1933 : Le Policier (警察官, Keisatsukan?) de Tomu Uchida : Tetsuo Tomioka
- 1934 : Le Réveil du printemps (春の目醒め, Haru no mezame?) de Minoru Murata
- 1934 : Vents sacrés ou Le Groupe Jinpu (神風連, Jinpu-ren?) de Kenji Mizoguchi : Tikuson
- 1934 : La Corne de brume (霧笛, Muteki?) de Minoru Murata : Chiyokichi
- 1934 : Otoko no okite (男の掟?) de Shigeo Tanaka
- 1934 : L'Appel de la montagne (山の叫び声, Yama no yobigoe?) de Minoru Murata
- 1934 : Les Constructeurs (建設の人々, Kensetsu no hitobito?) de Daisuke Itō : Kyūsaburō Muramatsu
- 1935 : La Cigogne en papier (折鶴お千, Orizuru Osen?) de Kenji Mizoguchi : le professeur
- 1935 : Kemuri wa nabiku (煙は靡く?) de Minoru Inuzuka
- 1935 : L'Amitié des femmes (女の友情, Onna no yūjō?) de Minoru Murata
- 1935 : Le Peigne d'Oroku (お六櫛, Oroku gushi?) de Daisuke Itō : Kenzō
- 1935 : Oyuki la vierge (マリヤのお雪, Maria no Oyuki?) de Kenji Mizoguchi : Kensuke Sadowara
- 1935 : Tokai no kaii shichiji sanpun (都会の怪異七時三分?) de Sotoji Kimura : Tokunosuke Miyamoto
- 1936 : Hana no haru Tōyamazakura (花の春遠山桜?) de Sadatsugu Matsuda et Masahiro Makino
- 1936 : Saigo no doyōbi (最後の土曜日?) de Shigeo Tamaru (ja) et Masahiro Makino
- 1936 : Bōfū (暴風?) de Kiyohiko Ushihara
- 1937 : Wakadanna sangoku ichi (若旦那三国一?) de Kazunobu Shigemune
- 1937 : Hatoba Yakuza (波止場やくざ?) de Kazunobu Shigemune
- 1937 : Feux croisés (十字砲火, Jūji hōka?) de Kazunobu Shigemune, Shirō Toyoda et Yutaka Abe
- 1938 : Supai bakugeki (スパイ爆撃?) de Toshizō Wada
- 1939 : Tairiku no hanayome (大陸の花嫁?) de Misao Yoshimura (ja)

#### Années 1940
- 1941 : Shōgun (将軍?) d'Eiji Nakano
- 1946 : Omoide no Tōkyō (思ひ出の東京?) de Denmei Suzuki

#### Années 1970
- 1975 : Kenji Mizoguchi ou la vie d'un artiste (ある映画監督の生涯 溝口健二の記録, Aru eiga-kantoku no shōgai Mizoguchi Kenji no kiroku?) de Kaneto Shindō (documentaire) : lui-même